# Siquijor (ilha)
Siquijor é uma ilha e também uma província das Filipinas, situada na região das Visayas Centrais. A sua capital é Siquijor. Os idiomas falados são a língua cebuana e o tagalog. Tem 134 barangays.
Foi chamada "Isla del Fuego" pelos espanhóis. Fez parte de Bohol até 1892, quando se transferiu para Negros Oriental. Em 1971, Siquijor tornou-se uma província separada.
A província tem uma reputação mística, como terra de bruxas e de outros fenómenos sobrenaturais.